# I Love You (album de Mathieu Boogaerts)
Pour les articles homonymes, voir I love you.
Albums de Mathieu Boogaerts
 Michel Mercredi ! À la Java ! Mathieu Boogaerts !
I love you est le cinquième album studio de Mathieu Boogaerts sorti en 2008. Cet opus est l'occasion pour l'artiste de revisiter sa manière de composer en testant une démarche inédite, à savoir la construction des morceaux à partir de séquences rythmiques jouées à la batterie.
La tournée et les concerts à La Java qui suivront figurent sur le disque Mercredi ! À la Java ! Mathieu Boogaerts !.

## Titres
| No  | Titre           | Durée |
| --- | --------------- | ----- |
| 1.  | Come to me      |       |
| 2.  | All I wanna do  |       |
| 3.  | Chappe de béton |       |
| 4.  | Jambe           |       |
| 5.  | Fais gaffe      |       |
| 6.  | Chaque fois     |       |
| 7.  | Do you feel OK  |       |
| 8.  | Bandit          |       |
| 9.  | Corinne         |       |
| 10. | Allez           |       |
| 11. | Game over       |       |
| 12. | I love you      |       |